# Cantone di Savigny-le-Temple
Il Cantone di Savigny-le-Temple è una divisione amministrativa dell'arrondissement di Melun.
A seguito della riforma complessiva dei cantoni del 2014 è passato da 3 a 6 comuni.

## Composizione
Prima della riforma del 2014 comprendeva i comuni di:
- Nandy
- Savigny-le-Temple
- Seine-Port

Dal 2015 comprende i comuni di:
- Boissettes
- Boissise-la-Bertrand
- Cesson
- Le Mée-sur-Seine
- Savigny-le-Temple
- Vert-Saint-Denis